# インクレディブル・マシーン3
『インクレディブル・マシーン3』（原題「The Incredible Machine 3」）は、1996年にサイベル社より発売（日本語版）されたパズルゲームソフト「インクレディブル・マシーン」日本語版の三作目である。150問（＋2人プレイ用パズルで合計206面）あるティム教授のパズルを解くほか、自分でパズルを作成したり、作ったパズルを交換したりインターネット上にアップロードしたりすることができる。略称インクレ3。

## 種類
Windows版（1996年11月22日発売）とMacintosh版（1997年発売）の2種類が存在する。Windows版にはパッケージが2種類存在する（1996年11月22日発売の初版と1998年11月06日以降の再版）が、内容はどちらも同様。旧パッケージの箱は茶色で定価は8800円と記されている。新パッケージは白い箱で表面上部に「頭に効く超ハマリ系パズル」と書かれていて、定価は3980円。
1996年に発売されたゲームであるため、動作保証はMicrosoft Windows 95とMicrosoft Windows 98までである。それ以降に発売されたOSでは動作しないことが多い（互換モードで実行できてもバグなどが発生することがある）。
2008年現在ではライセンス切れにより絶版しており、入手はかなり困難となっている。

## 内容
- 練習パズル 40問
- 初級パズル 26問
- 中級パズル 30問
- 上級パズル 31問
- 超上級パズル 29問
- 2人プレイ 50問

## 登場人物
- ティム教授
- ネコのキュリー
- ネズミのニュートン
- マンドリルのパブロフ
- メル･シュレミング
- ワニのエジソン

## 季節のパーツ
インクレ3には、ある特定の日にしかパーツ置き場に出現しないパーツが存在する。
- キューピッド　2月14日（バレンタインデー）に出現。
- ティム教授の庭にいるブラーニー　3月17日（聖パトリックの日）に出現。
- コウモリのボリス　10月31日（ハロウィン）に出現。
- 安っぽいプラスチックのサンタクロースのランプ　12月25日（クリスマス）に出現。